# Mistrovství Evropy v zápasu ve volném stylu 1994
Mistrovství Evropy v zápasu ve volném stylu mužů proběhl v Římě (Itálie).

## Muži
| Kategorie | Zlato              | Stříbro            | Bronz              |
| --------- | ------------------ | ------------------ | ------------------ |
| 48 kg     | Armen Mkrtčjan     | Reiner Heugabel    | Viktor Jefteni     |
| 52 kg     | Namig Abdullajev   | Ivan Conov         | Sergej Zambalov    |
| 57 kg     | Anushavan Sahakian | Bagautdin Umajanov | Aslanbek Fidarov   |
| 62 kg     | Muharrem Demireğen | Arayik Bagdadian   | Giovanni Schillaci |
| 68 kg     | Vadim Bogijev      | Arajik Gevorgjan   | Roman Motrovič     |
| 74 kg     | Nazyr Gadžichanov  | Turan Ceylan       | Alexander Leipold  |
| 82 kg     | Rustem Kelechsajev | Lukman Džabrajilov | Hans Gstöttner     |
| 90 kg     | Soslan Frajev      | Vladimir Maťušenko | Jozef Lohyňa       |
| 100 kg    | Marek Garmulewicz  | Heiko Balz         | Ali Kayalı         |
| 130 kg    | Merab Valijevi     | Mahmut Demir       | Andrej Šumilin     |